# Art Stevens
Arthur "Art" Stevens (1er mai 1915, Roy, Montana - 22 mai 2007, Studio City, Californie) est un animateur américain ayant travaillé pour les studios Disney.

## Biographie
Art Stevens commence sa carrière au studios Disney en 1939 en tant qu’intervalliste sur le film Fantasia (1940).
Après avoir réalisé des intervalles d'animation pour plusieurs films, son nom apparaît pour la première fois en tant qu'animateur des personnages dans Peter Pan (1953). Durant sa carrière, Stevens contribue au storyboard et à l'animation des courts métrages d'animation des studios Disney, notamment Les Instruments de musique (1953) et C'est pas drôle d'être un oiseau (1969) réalisés par Ward Kimball et tous deux récompensés aux Oscars du meilleur court métrage d'animation. Il supervise la séquence sous marine du film L'Apprentie sorcière (1971). 
En 1977, Stevens co-réalise Les Aventures de Bernard et Bianca au côté de Wolfgang Reitherman et John Lousbery qui décède durant la réalisation du film et anime lui-même le personnage d'Evinrude. Le film rencontre le succès critique et financier, mais loin de La Guerre des Etoiles au box-office américain. Le film finit malgré tout au premier classement du box-office de l'année 1977 en France.
Il co-produit et co-réalise ensuite Rox et Rouky (1981) et contribue au scénario de Taram et le Chaudron magique (1985) au début de sa réalisation.
En 1983, il prend sa retraite après 43 ans d'activité au studio d'animation Disney.

## Filmographie
- 1953 : Peter Pan
- 1953 : Les Instruments de musique
- 1955-1972 : Walt Disney's Wonderful World of Color (9 épisodes)
- 1959 : Eyes in Outer Space
- 1961 : Les 101 Dalmatiens
- 1961 : The Saga of Windwagon Smith
- 1961 : Dingo fait de la natation
- 1962 : A Symposium on Popular Songs
- 1964 : Mary Poppins
- 1967 : Picsou banquier
- 1968 : Winnie l'ourson dans le vent
- 1969 : C'est pas drôle d'être un oiseau
- 1970 : Dad... Can I Borrow the Car? (TV)
- 1971 : L'Apprentie sorcière
- 1973 : Robin des Bois
- 1974 : Winnie l'ourson et le Tigre fou
- 1977 : Les Aventures de Winnie l'ourson
- 1977 : Les Aventures de Bernard et Bianca, animateur et réalisateur
- 1979 : The North Avenue Irregulars, générique
- 1981 : Rox et Rouky, réalisateur
- 1985 : Taram et le Chaudron magique, scénariste